# إيليا جونسون (كرة سلة)
إيليا جونسون (بالإنجليزية: Elijah Johnson) مواليد 11 يوليو 1990 في غاري، هو لاعب كرة سلة أمريكي. بدأ مسيرته الاحترافية في سنة 2013. يبلغ طوله 6 قدم 4 بوصة (1.9 م). لعب كرة السلة الجامعية في جامعة كانساس.

## المسيرة الاحترافية
لعب مع روسا رادوم في موسم 2013–2014، ثم لعب مع نادي بانلفسينياكوس لكرة السلة في موسم 2014–2015، ثم لعب مع نادي أنادولو إفيس لكرة السلة في سنة 2016، ثم لعب مع نادي سيبونا لكرة السلة في سنة 2016.

## روابط خارجية
- إيليا جونسون على موقع سبورتس رفرنس (الإنجليزية)
- إيليا جونسون على موقع كرة السلة الأوروبية.كوم (الإنجليزية)
- إيليا جونسون على موقع كلية كرة السلة في سبورتس رفرنس.كوم (الإنجليزية)
- إيليا جونسون على موقع ريلجم (الإنجليزية)
- إيليا جونسون على موقع بروبوليرز (الإنجليزية)
- إيليا جونسون على موقع سبورتس رفرنس (الإنجليزية)